# Volkhard Spitzer
Volkhard Spitzer (* 12. August 1943 in Göppingen) ist ein deutscher Pastor des Christlichen Zentrums Berlin (CZB).

## Leben
Volkhard Spitzer wurde in den 1960er-Jahren als „Jesus-People-Pastor“ in West-Berlin bekannt. In dieser Zeit arbeitete er als Pastor am Nollendorfplatz im Christlichen Zentrum Berlin. In den kommenden Jahren wuchs das CZB zu einer Gemeinde mit mehr als 1.000 Besuchern an, von denen viele Obdachlose, Drogenabhängige oder Prostituierte waren, die dort ein neues Zuhause fanden.
Der 1. Charismatische Kongress 1979 und die Berliner Bekenntnistage im Olympiastadion 1981 machten Spitzer über die Grenzen Deutschland hinaus bekannt.
Unter Volkhard Spitzer zog das CZB schließlich vom Nollendorfplatz in die Kirche am Südstern um, in der er sein Amt 1986 an seinen Nachfolger Peter Dippl übergab. In dieser Zeit gründete Spitzer Cross Continental Ministries, um seiner evangelistischen Arbeit, besonders in Russland, nachgehen zu können.
1998 übernahm Spitzer die Tabor-Gemeinde in Berlin-Kreuzberg, die am 15. August 2004 mit dem CZB fusionierte. Ende Juni 2005 gab Spitzer seine Ämter in der Kirche am Südstern ab und leitet seit September 2005 die City Kirche Berlin International, die zunächst in der St.-Agnes-Kirche in Berlin-Kreuzberg beheimatet war und von 2012 bis 2017 in der St. George’s Church (Berlin) ihre Gottesdienste feierte. Diese wurden durch die Sendung Hope for Tomorrow in Deutschland sowie in Asien über Satellit übertragen. 2017 ist Pastor Volkhard Spitzer in den Ruhestand gegangen und ist noch in der internationalen Mission mit seinem Verein Cross Continental Ministries aktiv, unter anderen in Südkorea, Vietnam und Russland. 
Er hat mit seiner Frau Erika einen Sohn.

## Schriften
- Die mit den Adlern fliegen. ER-Productions, 2003, ISBN 978-3-937328-00-3.
- Überirdische Begegnungen. Cross Continental Media, Berlin 2008.
- Hoffnung für die Zukunft. Cross Continental Media, Berlin 2009; ISBN 978-3-937328-03-4.